# I. Eduárd angol király
I. Eduárd (melléknevein Nyakigláb Eduárd vagy a Skótok pörölye; 1239. június 17./18. – 1307. július 7.) Anglia királya 1272-től haláláig.
Eduárd III. Henrik angol király egyetlen (bizonyítottan létezett) fiaként született. Trónörökösként már fiatal korában bevonták a politikai küzdelmekbe, melyek idővel a bárók lázadásává és polgárháborúvá fajultak. A herceg 1259-ben ideiglenesen a főurak reformmozgalma mellé állt, de miután kibékült bizonytalan politikájú apjával, a királyi párt egyik fő támaszává lépett elő. Egy elvesztett csata után túszként tartották fogva, ám szökése után az 1265-ös eveshami csatában legyőzte, és megölte a lázadók vezérét, Simon de Montfort-t. A polgárháború végeztével Eduárd csatlakozott a Szentföldre induló nyolcadik keresztes hadjárathoz. A keresztes háború sikertelennek bizonyult, és Eduárd a hazaúton értesült arról, hogy apja meghalt, ő pedig Anglia királya lett. Lassan, másfél évig utazgatva ért haza, és 1274. augusztus 19-én koronázták meg a westminsteri apátságban.
1276–77-ben elfojtott egy kisebb walesi lázadást (a walesi hercegségeket angol vazallusoknak tekintette), majd amikor 1282-ben ismét fellázadtak, teljesen meghódította, és angol igazgatás alá helyezte a térséget. Erről az eseményről szól Arany János A walesi bárdok című költeménye. Hódítása megszilárdítására várakat építtetett, és angol lakosságú városokat alapított. Uralkodása idején örökösödési válság tört ki Skóciában, amikor a kiskorú Margit királynő meghalt. Eduárd a helyzetet kihasználva kiterjesztette hatalmát a szomszédos országra. Döntőbíróként lépett fel a számos trónkövetelő igényének elbírálására, de miután a skótok megválasztották John Balliolt, továbbra is Skócia hűbéruraként viselkedett. Ugyanekkor háborúba keveredett IV. Fülöp francia királlyal, aki el kívánta kobozni Aquitania hercegségét (amely addig perszonáluniót alkotott Angliával). A háborúk költségeinek fedezésére Eduárd több alkalommal különadót vetett ki, valamint kiűzte a zsidókat országából, hogy elkobzott vagyonukkal, illetve a száműzésük jelentette politikai tőkét felhasználva újabb adókat szedve feltöltse kincstárát. A főurak egy része tiltakozott a magas adóterhek miatt, és a belpolitikai helyzet közel állt az újabb polgárháborúhoz, amikor a skótok William Wallace által vezetett újabb lázadása egy táborban egyesítette a királyt és báróit. A kezdeti angol sikerek után a skótok győzelmeket arattak; a rossz egészségű Eduárd erre maga indult északnak, de útközben megbetegedett és meghalt.
I. Eduárd 188 cm-es testalkatával jóval kortársai fölé magasodott, emiatt kapta a Nyakigláb Eduárd gúnynevet. Heves vérmérsékletű, dühkitörésekre hajlamos férfi volt, aki könnyedén meg tudta félemlíteni ellenfeleit. Alattvalói tisztelték katonai képességei, adminisztrációs tehetsége és vallásos buzgalma miatt. Bár a walesi és skóciai hadjárataiban néha kimondottan kegyetlenül viselkedett, rátermett uralkodóként helyreállította országa apja uralma alatt szétzilálódott rendjét, végleg meghódította Walest, és ideiglenesen uralma alá hajtotta Skóciát is.

## Ifjúsága (1239–1263)

### Gyermekkora és házassága

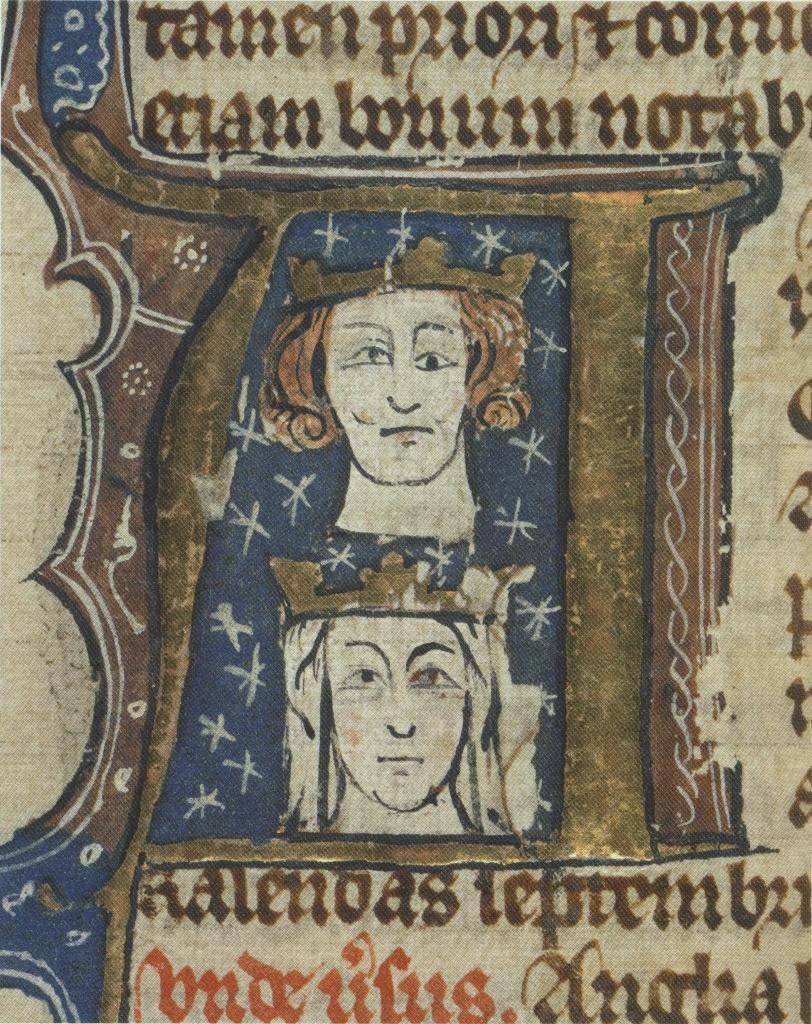
Eduárd és feleségének arcképe egy kora 14. századi kézirat iniciáléjában. Eduárdon feltehetőleg megpróbálták ábrázolni apjától örökölt lecsüngő szemhéját

Eduárd 1239. június 17–18-ának éjjelén (ennél pontosabban nem lehet meghatározni a korabeli források alapján) született a westminsteri palotában III. Henrik angol király és felesége, Provence-i Eleonóra első gyermekeként. Az Eduárd angolszász név, és a normann hódítás után ritkán használták az angol arisztokrácia köreiben; III. Henrik azonban a szentté avatott Hitvalló Eduárd királyt tekintette védőszentjének, és róla nevezte el elsőszülött fiát is. (A 13. században még nem terjedt el a királyok sorszámozása, ezért őt a korabeliek egyszerűen Eduárd királyként emlegették; az ugyanezt a nevet viselő fiára és unokájára viszont már II., illetve III. Eduárdként hivatkoztak). Gyerekkori barátai közül ismert unokatestvérének, Almaini Henriknek a neve (apja öccsének, Richárd cornwalli grófnak a fia); ő ifjúságuk során a polgárháborúban, illetve a keresztes háborúban is kísérte Eduárdot. Az ifjú herceg nevelője Hugh Giffard, majd annak 1246-os halálát követően Bartholomew Pecche volt.
Eduárd beteges gyerek volt, hét-, nyolc- és tizenkét éves korában is beszámolnak betegségéről. Ennek ellenére jókora termetű férfivá serdült, 188 centiméteres magasságával jóval kortársai fölé magasodott. Erről kapta egyik gúnynevét, a Nyakigláb Eduárdot. Göndör szőke haja férfikorára megsötétedett, majd megőszült. Arcát elcsúfította lecsüngő bal szemhéja. Selypítése ellenére meggyőzően tudott beszélni.
III. Henrik egy gascogne-i lázadást követően (a tartomány akkor az angol korona alá tartozott) attól tartott, hogy a szomszédos kasztíliaiak segítséget nyújtanak a felkelőknek, vagy bevonulnak a régióba, ezért 1254-ben kiegyezett X. Alfonz királlyal, és a szövetséget a 14 éves Eduárd és a 13 éves Kasztíliai Eleonóra házasságával pecsételték meg. Az esküvőre 1254. november 1-jén került sor a Burgos melletti Santa María la Real de Las Huelgas apátságában. A házassági szerződés részeként az ifjú herceg évi 15 ezer ezüstmárkát jövedelmező birtokadományban részesült. A gyakorlatban azonban a nevére írt kiterjedt birtokok nem adtak anyagi függetlenséget Eduárdnak. A trónörökös elvben már 1249-ben megkapta Gascogne-t, amelynek jövedelmei azonban a királyi kormányzóhoz, Simon de Montfort-hoz folytak be. 1254-ben névlegesen megkapta Írország jelentős részét, ezenkívül walesi és angliai uradalmakat (közte Chester grófságát), de a király megtartotta ellenőrzését a fenti birtokok fölött, és elvette a jövedelmük nagy hányadát is.
Tizennégytől tizenhét éves koráig Eduárd anyja rokonsága, az ún. szavojaiak befolyása alá került, akik vezetőjének a királyné nagybátyja, Szavojai Péter számított. 1257-től kezdve azonban a herceg az udvar egy másik pártjához, a Poitou-beliekhez (vagy Lusignanokhoz) húzott, akik apja féltestvéréből és rokonságából tevődtek össze. Az angol főnemesek mindkét, privilegizált külföldiekből álló csoportosulást gyűlölték, és hamarosan fellázadtak a király ellen miattuk. Eduárd és a Lusignanok törvényeket semmibe vevő, erőszakos viselkedése aggodalmakat kezdett kelteni a trónörökös személyiségét illetően.
A herceg már 1255-ben megmutatta, hogy politikai ügyekben a maga feje után megy; a gascogne-i Soler és Colomb famíliák viszályában az előbbiek pártjára állt, holott a király a semleges közvetítés híve volt. 1258-ban a főurak egy csoportja kiáltványt tett közzé (az úgynevezett oxfordi rendelkezéseket) a király kormányának megreformálására, amely elsősorban a Lusignanok ellen irányult. Eduárd kiállt szövetségesei mellett, és határozottan ellenezte a rendelkezéseket. A reformpárti báróknak azonban sikerült visszaszorítaniuk a Lusignan befolyást, és a herceg véleménye is fokozatosan megváltozott. 1259 márciusában szövetséget kötött a reformpárt egyik vezetőjével, Richard de Clare gloucesteri gróffal. Októberben nyilvánosan kijelentette, hogy támogatja a bárók és vezérük, Simon de Montfort céljait. Novemberben III. Henrik Párizsba utazott, hogy a francia király közvetítésével tárgyaljon a lázongó bárókkal. Ezalatt Eduárd olyan nyíltan kiállt a reformisták oldalán, hogy apja már attól tartott, hogy meg akarja dönteni a kormányzatát. Mikor a király visszatért, kezdetben nem volt hajlandó fogadni a fiát, míg a cornwalli gróf és a canterburyi érsek közvetítésével 1260. május 20-án ki nem békült vele. Eduárdot ez év októberében Gascogne-ba küldték, novemberében pedig már ismét a – Franciaországba száműzött – Lusignanok barátja volt.
1262 elején visszatért Angliába, és valamilyen pénzügyi okból összekülönbözött korábbi Lusignan szövetségeseivel. A következő évben a király egy walesi hadjárat élére állította, de Eduárd csak mérsékelt sikereket ért el Llywelyn ap Gruffudd ellen. Nagyjából ebben az időben tért vissza az országba az 1261-ben száműzött Simon de Montfort, aki új lendületet adott a bárók reformmozgalmának. A király elbizonytalanodott, és hajlandó lett volna engedni a főnemeseknek, ám Eduárd ekkor felhagyott a korábbi kiszámíthatatlan, kétértelmű viselkedésével, és határozottan kiállt apja mellett. Felvette a kapcsolatot korábbi barátaival, akik korábban elidegenedtek tőle (például gyerekkori barátjával, Henry of Almainnel és John de Warenne serreyi gróffal), és visszavette Windsor várát a lázadóktól. Ekkor a két félnek még sikerült egyezségre jutnia IX. Lajos francia király közvetítésével, de az amiens-i szerződés alapvetően a royalistáknak volt előnyös, így csak idő kérdése volt, mikor újul ki ismét a konfliktus.

## A polgárháború és a keresztes hadjárat (1264–73)

### A második báróháború
1264-re a király és a bárók közti konfliktus fegyveres felkeléssé fajult (az úgynevezett második báróháború). Az első ütközetre Gloucesternél került sor; a várost Eduárd visszavette a lázadóktól. Mikor Robert de Ferrers, Derby grófja a lázadók segítségére sietett, a herceg tűzszünetben állapodott meg vele, de az egyezményt a herceg hamarosan felrúgta. Eduárd kiűzte a lázadók vezérének, Simon de Montfort-nak a (szintén Simon nevű) fiát Northamptonból, majd megtorló akciót indított Derby ellen. A felek főerői 1264. május 14-én találkoztak a lewesi csatában. Eduárd a jobbszárny parancsnokaként jól teljesített, és megfutamította a szembenálló londoni csapatokat. Ezután azonban az üldözésükre indult, és mire visszatért, a királyi sereg vereséget szenvedett. A győztes Simon de Montfort Eduárdot és unokatestvérét, Henry of Almaint túszként magával vitte.

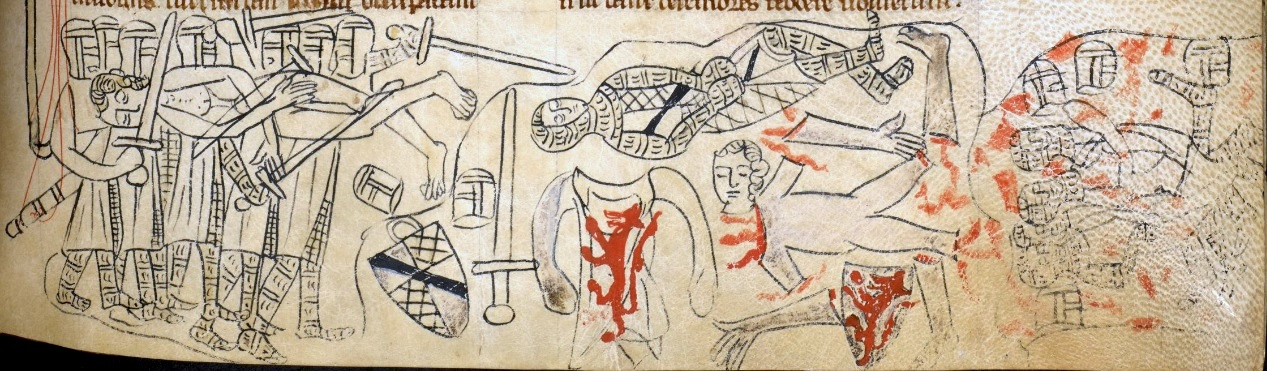
Simon de Montfort testének megcsonkítása az eveshami csata után

Eduárd a következő márciusig fogságban maradt, és szabadulása után is őrizet alatt maradt. Május 28-án sikerült megszöknie őreitől, és csatlakozott Gilbert de Clare (a korábban említett Richard de Clare fia és örököse) gloucesteri grófhoz, aki nem sokkal előtte állt át a felkelőktől a király oldalára.
Montfort támogatottsága ekkorra lecsökkent, és Eduárd viszonylag könnyen elfoglalta Worcestert és Gloucestert. Montfort a walesi Llywelynnel kötött szövetséget, majd kelet felé indult, hogy egyesítse erőit fiáéival. Kenilworth váránál Eduárd meglepte a fiatalabb Montfort váron kívül táborozó csapatait, majd a zsákmányolt zászlókkal sikerült megtévesztenie az idősebbiket, és olyan közel került hozzá, hogy nem menekülhetett el előle. A döntő csatára 1265. augusztus 4-én került sor Eveshamnél. A számbeli fölényben levő királyi sereg győzött. Az ütközetben maga Simon de Montfort is elesett; megtalált holttestét barbár módon megcsonkították.
Montfort halálával a háború még nem ért véget, és Eduárd részt vett a további hadműveletekben is. Karácsonyra kiegyezett a fiatalabb Montfort-ral, márciusban pedig sikeres támadást intézett a Kent és Sussex határán fekvő Cinque Ports városai ellen. Néhány lázadó bevette magát a gyakorlatilag bevehetetlen kenilworthi várba, velük kiegyezett (bírság fejében visszaadta elkobzott birtokaikat). Áprilisban a gloucesteri gróf vezetésével újjáéledni látszott a reformmozgalom, de végül a kenilworthi egyezmény némi módosításával (a bárók a bírság kifizetése előtt is visszakaphatták földjeiket) sikerült leszerelni a lázadást. Eduárd a tárgyalásokon már nem vett részt, lekötötték a keresztes háború előkészületei.

### A keresztes hadjárat

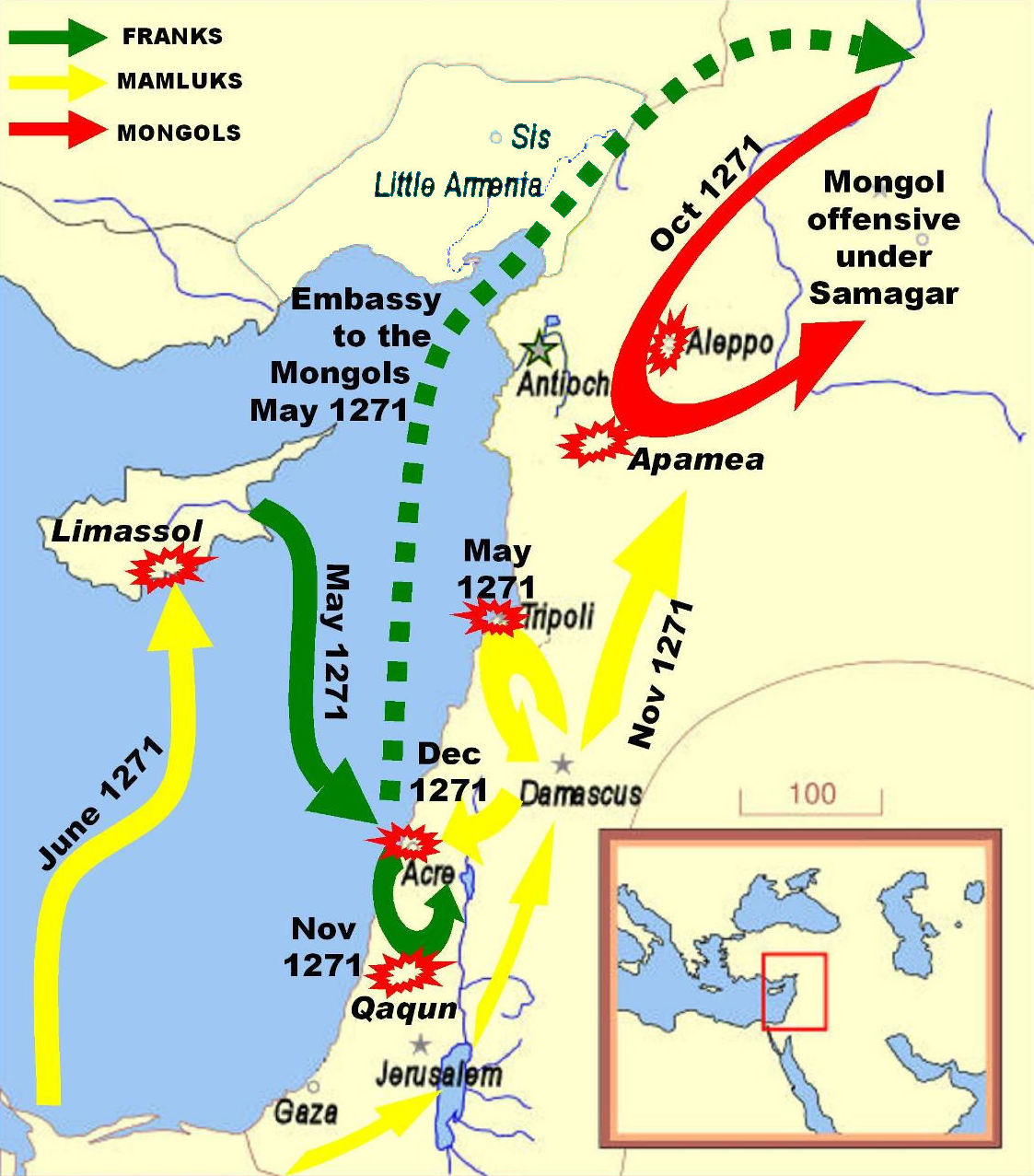
I. Eduárd keresztes hadjáratának hadmozdulatai

Eduárd 1268. június 24-én látványos szertartás keretében vette fel a keresztet (Edmund öccsével és unokatestvérével, Henry of Almainnal közösen). A többi, a keresztes hadjárathoz csatlakozó angol főúr között ott voltak a trónörökös korábbi ellenségei is, például Gloucester grófja (bár ő végül nem utazott el a Szentföldre). A polgárháború elcsitultával a vállalkozás legnagyobb problémája az elégtelen finanszírozás volt. A hadjárat vezetője, IX. Lajos francia király kölcsönzött ugyan 17 500 fontot, de ez nem bizonyult elegendőnek. 1270-ben a parlament jóváhagyta a huszad (az ingóságok értéke egyhuszadának megfelelő adó) kivetését, cserébe a Magna Carta újbóli megerősítéséért, valamint a zsidók kölcsönügyleteinek korlátozásáért. Eduárd végül augusztus 20-án hagyta el Angliát, hogy csatlakozzon a francia király keresztes seregéhez. Becslések szerint 225 lovagot és összesen ezernél kevesebb katonát vitt magával.
A hadjárat eredeti célja a muzulmánok által szorongatott szentföldi erőd, Akko felmentése volt, de előtte Lajos tett egy kitérőt Tuniszba. A francia király öccse, Anjou Károly (ekkor Szicília királya) meg akarta vetni a lábát Észak-Afrikában is. A vállalkozás azonban kudarcba fulladt, mert a francia sereget járvány (vérhas vagy tífusz) tizedelte meg, és a betegségbe maga Lajos is belehalt. Mire Eduárd Tuniszba ért, az emír már békét kötött Károllyal. A keresztes hadjáratot a következő tavaszra halasztották, és az angolok Szicíliában teleltek át. 1271 tavaszán viszont az induló hajóhadat hatalmas vihar zilálta szét, és Károly, valamint Lajos utóda, III. Fülöp visszariadt az út folytatásától. Eduárd végül csak saját emberei kíséretében érkezett meg május 9-én Akkóba.
Az 1270-es években a szentföldi Jeruzsálemi Királyság végnapjait élte. Jeruzsálem már 1244-ben elesett, a fővárost Akkóba költöztették. A Bajbarsz által vezetett egyiptomi mameluk szultánság és szövetségeseik folyamatosan támadták őket, és már Akkót fenyegették. Eduárd emberei számottevő erősítést jelentettek, de az erők egyenlőtlensége továbbra is fennmaradt. A közeli St Georges-de-Lebeyne elleni támadás is jórészt reménytelennek bizonyult. A keresztények felvették a kapcsolatot a perzsiai Ilhán Birodalom mongol kánjával, Abakával, akinek Aleppó elleni támadása meg is osztotta Bajbarsz seregeit. Eduárd novemberben megpróbálta elfoglalni Kakunt, amely megfelelő kiindulási pont lehetett volna egy Jeruzsálem elleni hadmozdulathoz, de sem ő, sem az aleppói ostrom nem érte el célját. A szentföldi állam vezetője, III. Hugó ciprusi király a reménytelen helyzetben tízéves fegyverszünetet kötött Bajbarsszal. Eduárd ellenezte a békét, de júniusban egy muzulmán orgyilkos megpróbálta meggyilkolni, és bár megölte a támadót, annak mérgezett tőre felsértette a karját, és utána hónapokig lábadozott.
1272. szeptember 24-én a herceg hazaindult. Szicíliában kapta a hírt, hogy apja november 16-án meghalt. Eduárdot lesújtotta a hír, de nem sietett vissza Angliába, hanem kényelmes tempóban utazgatott tovább. Ennek oka még mindig gyenge egészsége lehetett, vagy hogy nem látta okát a sietségnek. Az angol belpolitikai helyzet a polgárháborúk után stabilnak volt mondható, és örökösödése nem forgott veszélyben: apja halálakor távollétében azonnal királlyá kiáltották ki. Megérkezéséig a Robert Burnell bathi püspök vezette királyi tanács kormányozta az országot. Eduárd a szárazföldön végighaladt Itálián és Franciaországon, és közben meglátogatta X. Gergely pápát is (Gergellyel még a Szentföldön találkozott először). Anglia új királya csak 1274. augusztus 2-án lépett az ország földjére, ahol augusztus 19-én megkoronázták.

## Uralkodása

### Jelleme

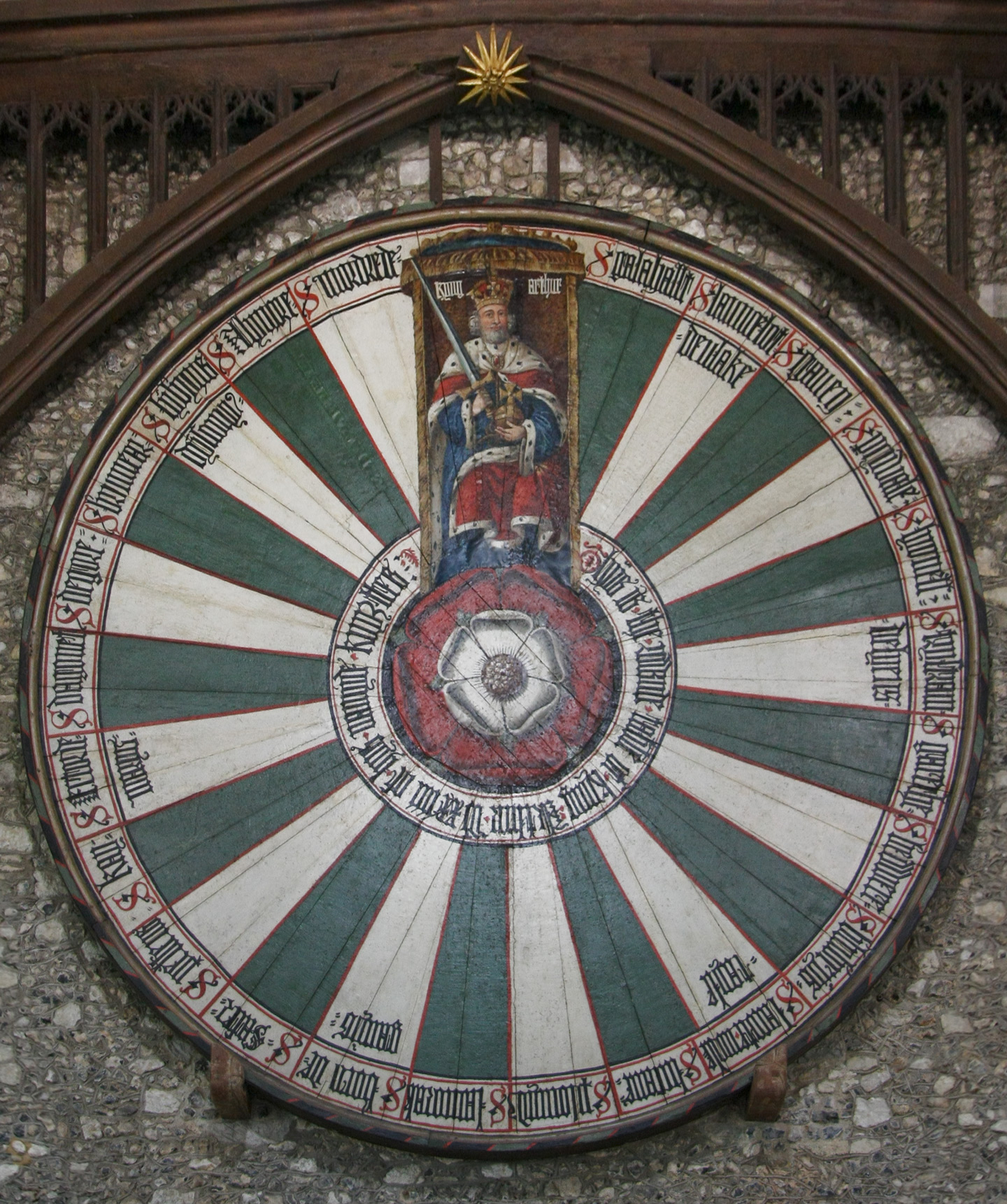
Eduárd által készíttetett kerekasztal Artúr király és lovagjainak nevével

Eduárdot heves, erőszakos vérmérsékletű embernek ismerték, akinek nem esett nehezére megfélemlíteni másokat. Egy történet szerint 1295-ben a Szent Pál-katedrális dékánja panaszra járult a király elé a magas adók miatt, és Eduárd előtt összeesett, és meghalt. Mikor fia (a leendő II. Eduárd) egy grófságot követelt kegyence, Gaveston részére, a király dühében kitépte a fia haját. Sokan tartották félelmetesnek, különösen fiatal korában. Az 1264-es Lewesi ének leopárdhoz hasonlította; ez az állat a középkori bestiáriumok szerint erejéről és kiszámíthatatlanságáról volt ismert.
Rémisztő jellemvonásai ellenére kortársai rátermett, sőt ideális uralkodónak tartották Eduárdot. Alattvalói nem szerették ugyan, de félték és tisztelték. A kor elvárása egy királlyal szemben az volt, hogy határozott, tehetséges hadvezér és a lovagi eszmények megtestesítője legyen; Eduárd pedig megfelelt ezeknek. Vallási szempontból sem okozott csalódást, rendszeresen járt misére, és bőkezűen adakozott a szegényeknek.
Eduárdot nagyon érdekelték az Artúr királyról szóló történetek, amelyek az ő korában igen népszerűek voltak. 1278-ban ellátogatott Glastonbury apátságába, ahol állítólag Artúr és felesége nyugodott. Észak-Wales meghódítása után visszaszerezte Llywelyntől az ún. Artúr-koronát, sőt igyekezett új várait olyan helyre és terv szerint építeni, amely megfelelt az Artúr-legendáknak. 1284-ben és 1302-ben erre a mintára Kerekasztal-mulatságokat rendezett lovagi tornával és lakomákkal. Szükség esetén azonban saját politikai céljaira is felhasználta a legendákat, például hogy alátámassza walesi uralmát vagy aláássa a helyi lakosság hitét, hogy Artúr valamikor majd visszatér, és megmenti őket az angol uralomtól.

### Wales meghódítása

Wales az 1267-es montgomeryi szerződés után

Llywelyn ap Gruffudd gwyneddi herceg kedvező helyzetbe került a második báróháború után. Anglia elismerte a háború során tett hódításait, és felvehette a Wales hercege címet. Az összecsapások azonban továbbra is folytatódtak, különösen az elégedetlen határvidéki angol lordok, Gilbert de Clare gloucesteri gróf, Roger Mortimer és Humphrey de Bohun herefordi gróf részéről. A helyzetet tovább élezte, hogy Llywelyn öccse, Dafydd 1274-ben megpróbálta meggyilkoltatni bátyját, majd a kudarc után Angliába menekült. A fenti okok miatt Llywelyn nem volt hajlandó hűbéresküt tenni Eduárdnak, sőt tovább provokálta őt, amikor feleségül vette Simon de Montfort lányát, Eleanort.
1276 novemberében kitört a háború. Az első összecsapásokat Mortimer, a király öccse, Edmund és William de Beauchamp warwicki gróf vezették, majd 1277 júniusában megérkezett Eduárd egy 15 ezer fős hadsereg élén (amelyből 9 ezer walesi volt). Jelentős ütközetre nem került sor, Llywelyn – akit saját alattvalói sem igazán támogattak – hamarosan ráébredt, hogy nincs esélye, és megadta magát. Az 1277 novemberében megkötött aberconwyi béke értelmében elvesztette minden Gwynedden kívüli birtokát, bár a Wales hercege címet megtarthatta.
A háború 1282-ben újra fellángolt, mert az angolok a saját törvényeiket akarták rákényszeríteni a walesi alattvalókra. Emiatt a konfliktus nemzeti jelleget öltött, a walesiek mindenben támogatták hercegüket. Eduárd is inkább a hódítást tekintette célnak, nem csak egy engedetlen vazallus megfenyítését, mint korábban. A háború Dafydd lázadásával kezdődött, akihez hamarosan csatlakozott Llywelyn és más walesi fejedelmek. Kezdetben ők kerültek fölénybe, júniusban a Llandeilo Fawr-i csatában legyőzték a gloucesteri grófot. November 6-án a király egyik vezére, Luke de Tany egy pontonhídon átkelve akarta meglepni a canterburyi érsekkel tárgyaló walesieket, de rajtuk ütöttek, és súlyos veszteségeket szenvedtek. December 11-én azonban Llywelynt csapdába csalták és megölték az Orewin Bridge-i csatában. A következő év júniusában az angolok elfogták Dafyddot, és októberben árulóként kivégezték.
További kisebb lázadásokra került sor 1287–88-ban, majd egy komolyabbra 1294-ben Madog ap Llywelyn vezetésével. Az utóbbi leverésében a király is részt vett.
Eduárd az 1284-ben kiadott rhuddlani statútummal Angliához csatolta a Walesi Hercegséget, és bevezették az angol közigazgatást, a sheriffek által kormányzott grófságok formájában. A köztörvényes bűntettekre az angol jogot alkalmazták, bár egyéb esetekben a walesi szokásjog maradt érvényben. 1277-től kezdve és 1283 után fokozódó mértékben megindult az angolok betelepítése Walesbe. Új, falakkal védett városokat alapítottak (mint pl. Flint, Aberystwyth vagy Rhuddlan), amelyekben walesiek nem telepedhettek meg.
Emellett Eduárd átfogó várépítési programot indított, melyben a szavojai James of Saint George volt a főépítésze (őt még a Szentföldről hazatérőben ismerte meg). Ekkor épültek Beaumaris, Caernarfon, Conwy és Harlech várai. Az új erődöknél figyelembe vették a legújabb, szentföldi várépítési tapasztalatokat, mint a koncentrikus, többfalas elrendezés vagy a falakba beépített lőnyílások.
A várépítéssel Eduárd nyilvánvalóvá tette, hogy véglegesen berendezkedett Észak-Walesben. 1284-ben terhes feleségét Caernarfon várába küldte, hogy ötödik fia (a leendő II. Eduárd) Wales földjén szülessen. A fiatal herceget 1301-ben a walesi herceg címmel ruházták fel (elsőként az angol trónörökösök közül és hagyományt teremtve ezzel); a király egyúttal neki adományozta Chester grófságát és jelentős észak-walesi birtokokat is.

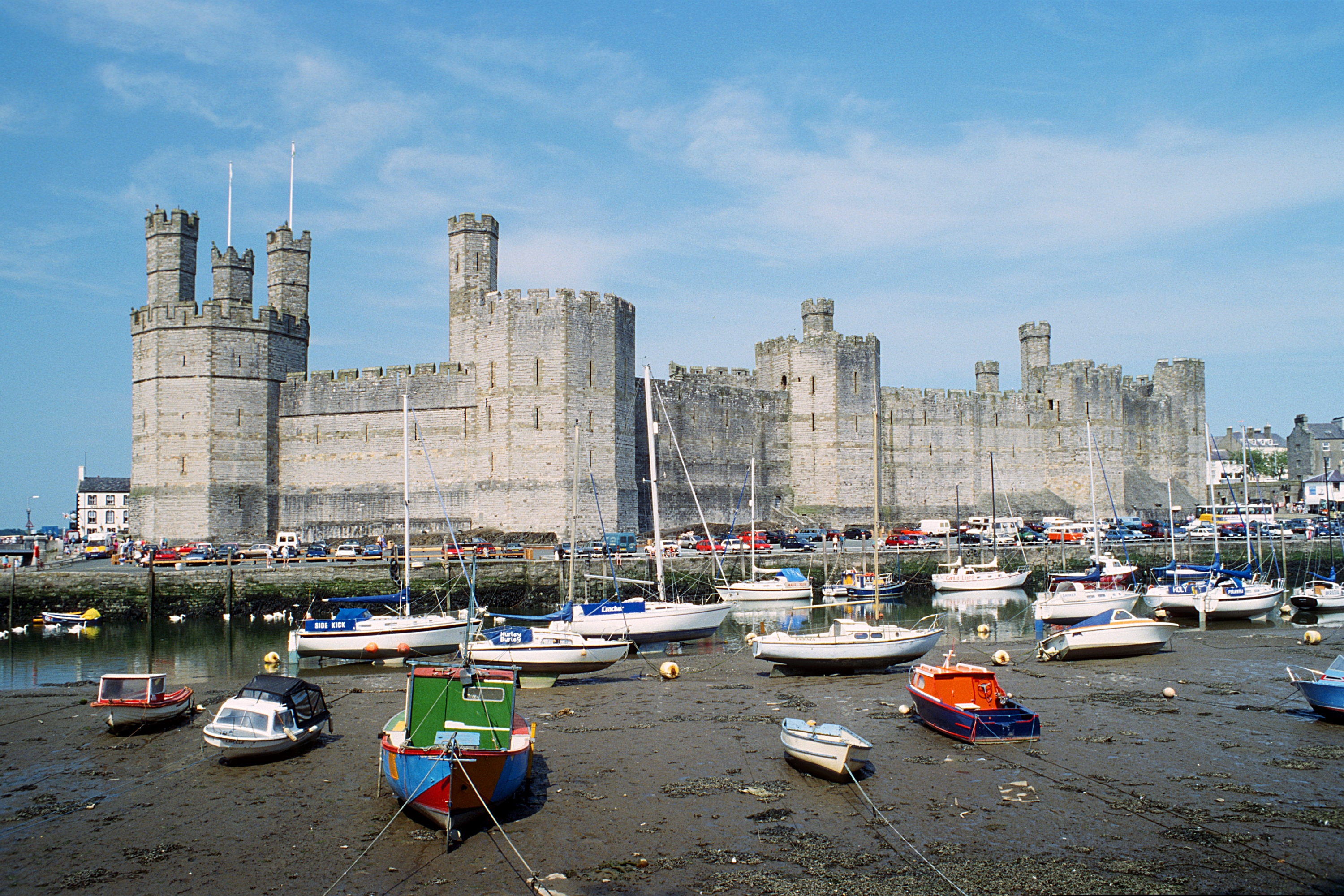
Eduárd walesi várai: Caernarfon
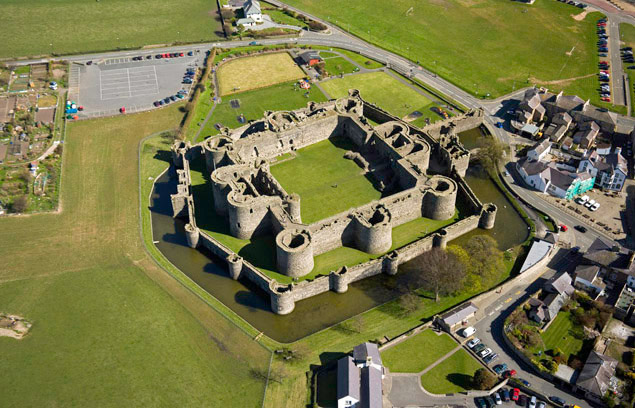
Beaumaris
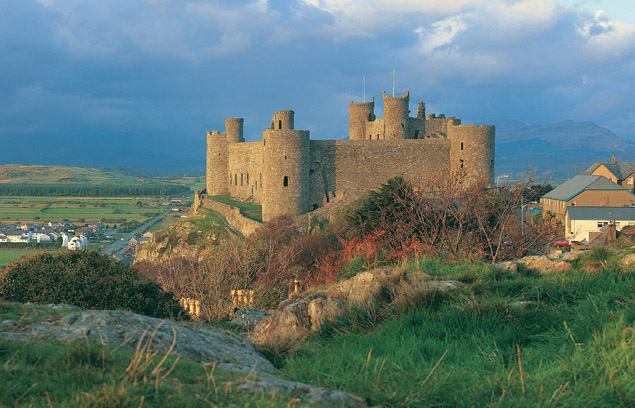
Harlech
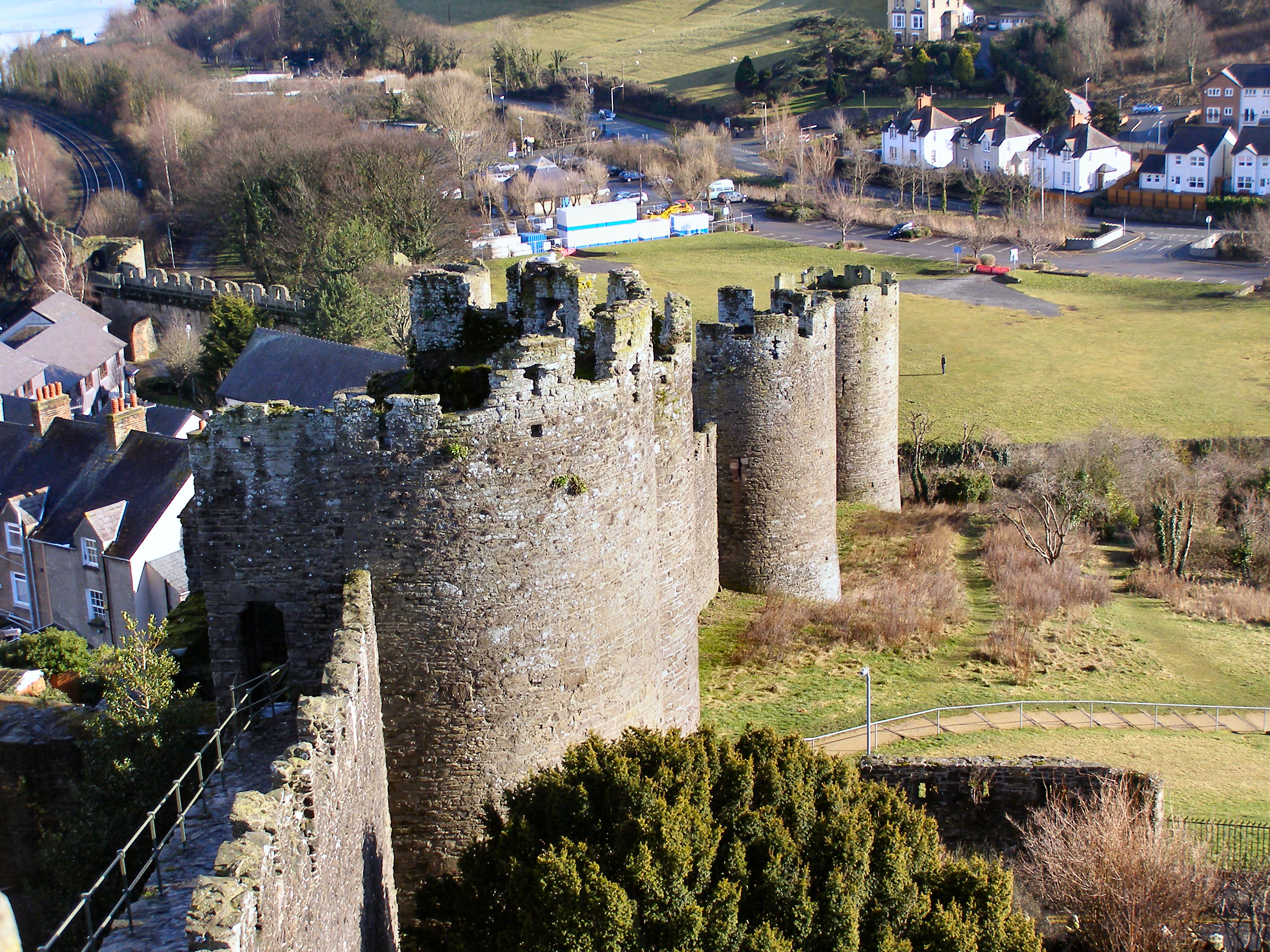
Conwy városfalai

### A francia háború

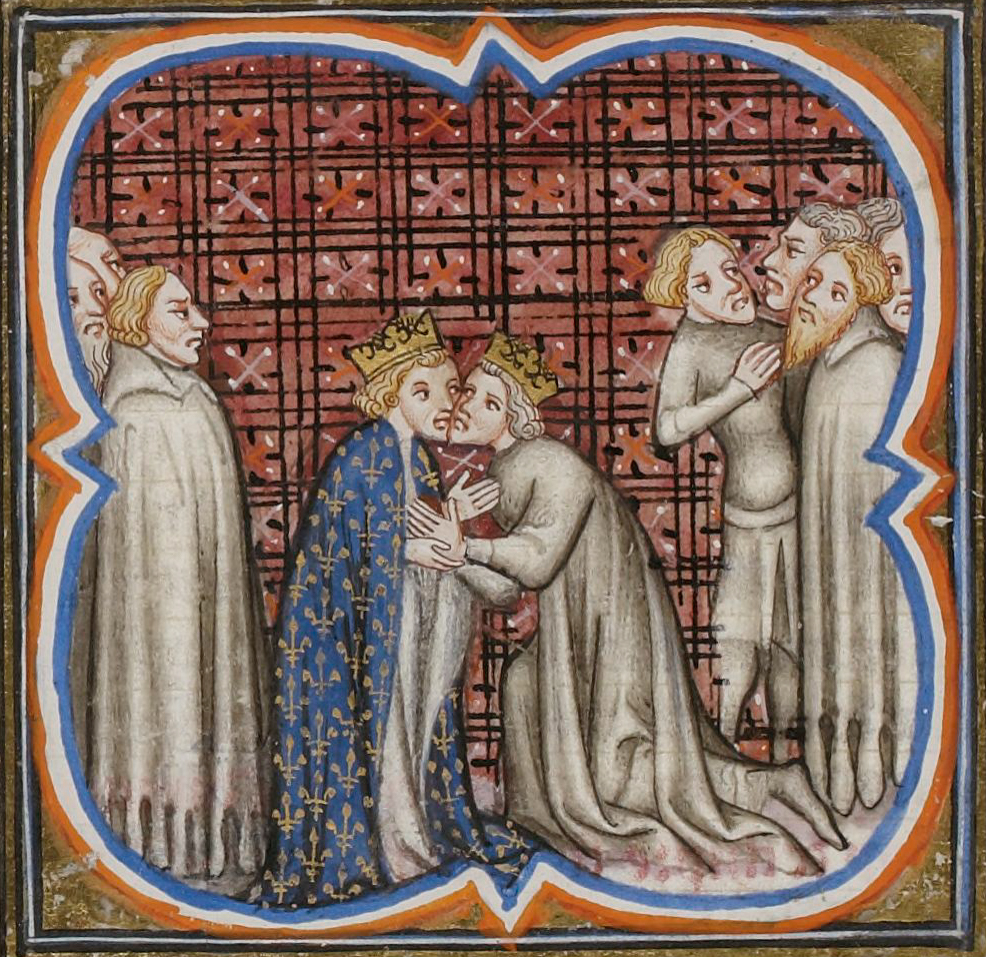
Eduárd hűségesküje IV. Fülöp előtt (Aquitania hercegeként vazallusa volt a francia királynak)

Eduárd fenntartotta, hogy egy újabb keresztes háborúban visszatér a Szentföldre, bár erre soha nem került sor. 1287-ben fel is vette a keresztet. Külpolitikáját – legalábbis 1291-ig – nagyban befolyásolta ez a szándéka. Egy nagyléptékű keresztes hadjárathoz feltétlenül szükség volt az európai uralkodók közti békére, ám éppen ekkor dúlt a dél-itáliai Anjouk és Aragónia közötti konfliktus. 1282-ben Palermo polgárai fellázadtak Anjou Károly ellen (úgynevezett szicíliai vecsernye), és III. Péter aragóniai királyhoz fordultak segítségért. A fellángoló háborúban az aragóniaiak foglyul ejtették Károly fiát és örökösét. Károly unokaöccse, III. Fülöp francia király rokona segítségére sietett, de Eduárd igyekezett elsimítani a konfliktust, és közvetítése eredményeképp 1286-ban Párizsban békét kötöttek, és a nápolyi trónörököst is szabadon engedték. Fáradozásai ellenére a keresztes hadjárat ügye nem haladt előre, és 1291-ben, amikor a mamelukok elfoglalták Akkót, az utolsó keresztény erődöt a Szentföldön, reménytelenné váltak a további próbálkozások.
A király sokat foglalkozott saját dél-franciaországi hercegsége, Gascogne ügyeivel; 1286-ban odalátogatott, és majdnem három évig ott is maradt. Az alapvető probléma abban volt, hogy Gascogne hercegeként az angol király formálisan a francia király vazallusának számított. 1286-ban Eduárd hűségesküt tett a trónra lépő IV. Fülöpnek, azonban 1294-ben Fülöp elkobzottnak nyilvánította a hercegséget, mert Eduárd nem jelent meg színe előtt az angol, gaszkon és francia tengerészek konfliktusában (ennek során elfoglaltak néhány francia hajót, és kifosztották La Rochelle városát).
Kasztíliai Eleonóra 1290. november 28-án meghalt. A korszak hasonló házasságaitól eltérően a házastársak szerették egymást. Eduárd, apjához hasonlóan, hűséges volt feleségéhez, és nem tartott szeretőket, ami szokatlan volt az uralkodók körében. Felesége halála lesújtotta. A temetési menet éjszakai pihenőinél tizenkét ún. Eleonóra-keresztet állíttatott fel. A Franciaországgal kötött 1294-es béke értelmében Eduárd IV. Fülöp féltestvérét, Margitot vette volna feleségül másodszorra, de a háború újraéledése miatt az esküvőt elhalasztották.
Eduárd a német királlyal, a flamand és gelrei grófokkal és Burgundiával kötött szövetséget a franciák ellen, de a skót és walesi gondok miatt csak 1297 augusztusában hagyta el Angliát, szövetségesei pedig akkorra már vereséget szenvedtek. A németek nem is küldtek segítséget, így Eduárd végül békét kötött a franciákkal, és 1299-ben sor került a 60 éves király és 20 éves Margit esküvőjére is. A francia kaland költségét történészek 400 ezer fontra becsülik.

### A skót örökösödési válság

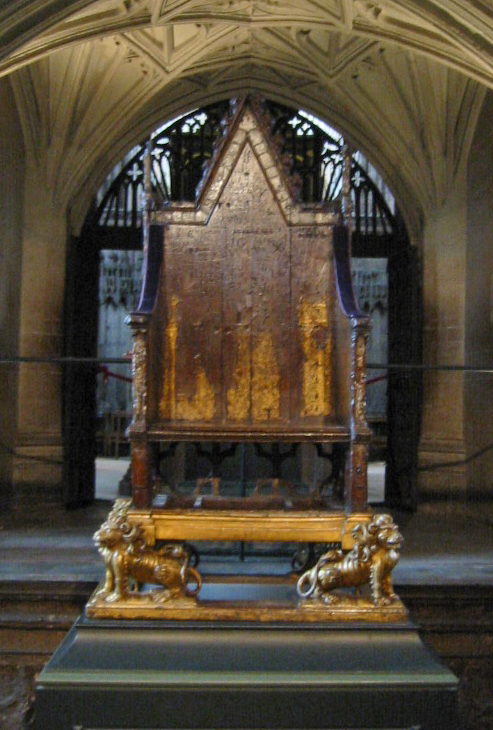
Eduárd trónja a westminsteri apátságban. A skót koronázókövet az ülés alatti résben tartották (ma az edinburgh-i várban látható)

Az 1280-as években az angol–skót viszony jónak volt mondható. Az angol királynak adandó hűségeskü nem okozott olyan gondot, mint Walesben; 1278-ban III. Sándor esküt tett Eduárdnak, bár csak az angliai birtokai után. A problémák a skót trón megüresedése után jelentkeztek. 1281-ben és 1284-ben gyors egymásutánban meghalt Sándor két fia és a lánya, majd 1286-ban ő maga is elhunyt. A trón három éves unokájára, Margitra szállt. A két ország a birghami szerződésben megegyezett, hogy Eduárd hasonló nevű, hatéves fia fogja feleségül venni Margitot, és Skócia megőrzi függetlenségét.
A Norvégiában nevelkedő Margit hétévesen 1290 őszén hajóval hazaindult, de megbetegedett, és Orkney szigetén meghalt. A skót trón megürült, és hosszas belviszály vette kezdetét. Legalább tizennégy trónkövetelő jelentkezett, de a harc a két legerősebb jelölt, John Balliol és Robert the Bruce között dőlt el. A skót főurak Eduárdot kérték fel döntőbírául, bár nem egyedül kellett döntenie, egy 104 tagú tanács javasolta Skócia új királyát, amelynek 40 tagját Balliol, 40-et Robert the Bruce, 24-et pedig Eduárd választott ki a skót nemesség köréből. Eduárd ragaszkodott ahhoz, hogy az új király tegyen neki hűbéresküt, a skót nemesség azonban húzódozott egy ilyen elkötelezettségtől. Végül abban egyeztek meg, hogy az új király megválasztásáig Eduárd kormányozhatja Skóciát. A tanács hosszadalmas munkálkodás után végül, 1292. november 17-én John Balliolt jelölte meg győztesnek.
Eduárd azonban Balliol megkoronázása után is Skócia hűbérurának tartotta magát, és beavatkozott a peres ügyekbe. Egy ízben magát a skót királyt is az angol parlament elé idézte, hogy válaszoljon a kérdésekre Fife grófja fiának ügyében. Balliol (már mint I. János) engedett a követelésnek, de Eduárd ezután azt kívánta, hogy a skótok harcoljanak a seregében a franciák ellen vívott háborújában. A skótok erre már fellázadtak; szövetséget kötöttek a franciákkal, és sikertelen támadást intéztek Carlisle ellen. Eduárd erre 1296-ban seregével bevonult Skóciába, vérfürdőt rendezve elfoglalta Berwicket, és a dunbari csatában szétzúzta a skótok ellenállását. A király elkobozta a skótok szent koronázási kövét, és a westminsteri apátságba vitette, ahol trónja ülése alatt helyezték el. János királyt elfogatta, és a londoni Towerba záratta, Skócia élére pedig angol kormányzót helyezett.

## Belső ügyek

### Jogrendszer és közigazgatás

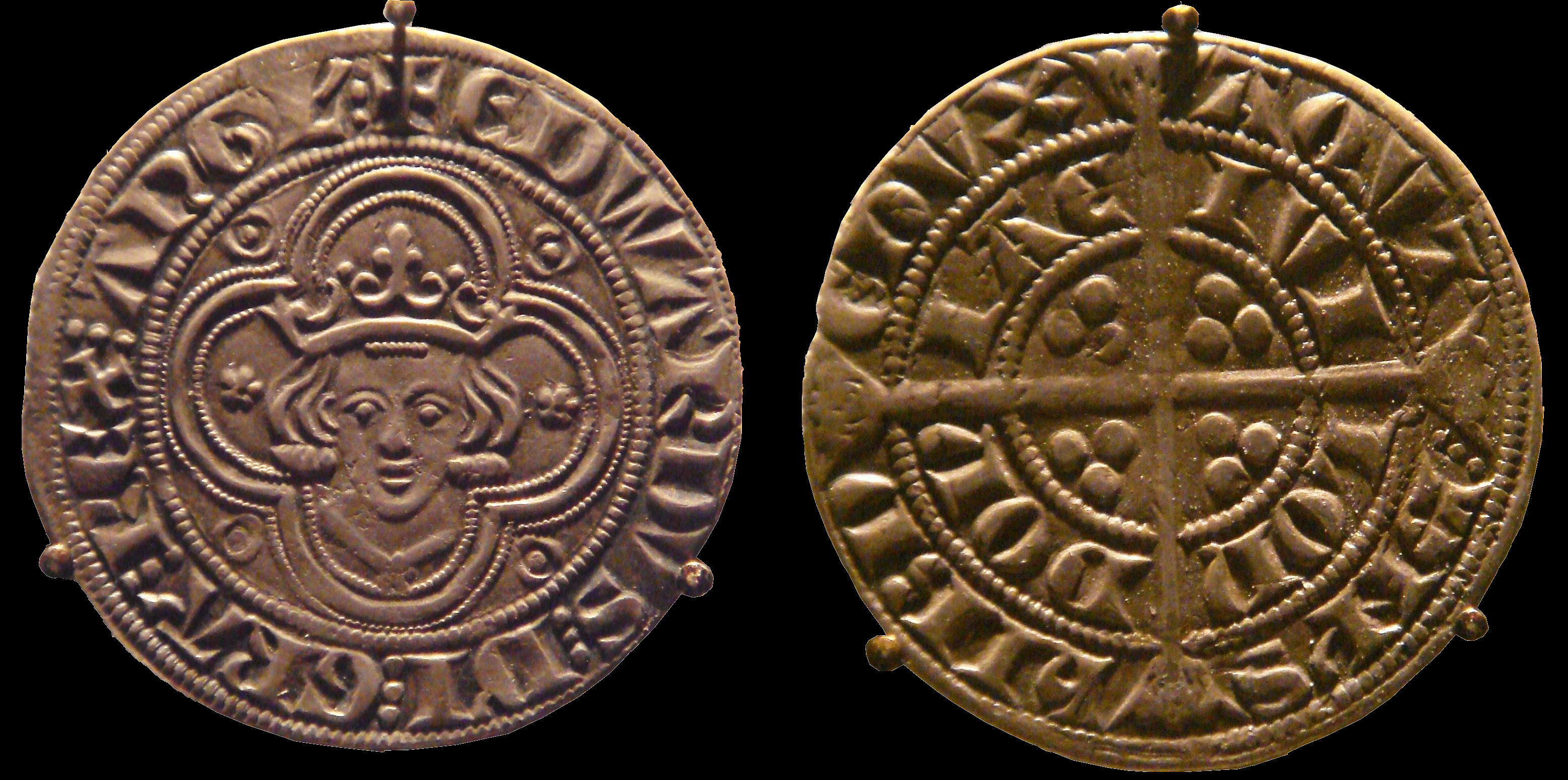
Eduárd groatja (négypennyse)

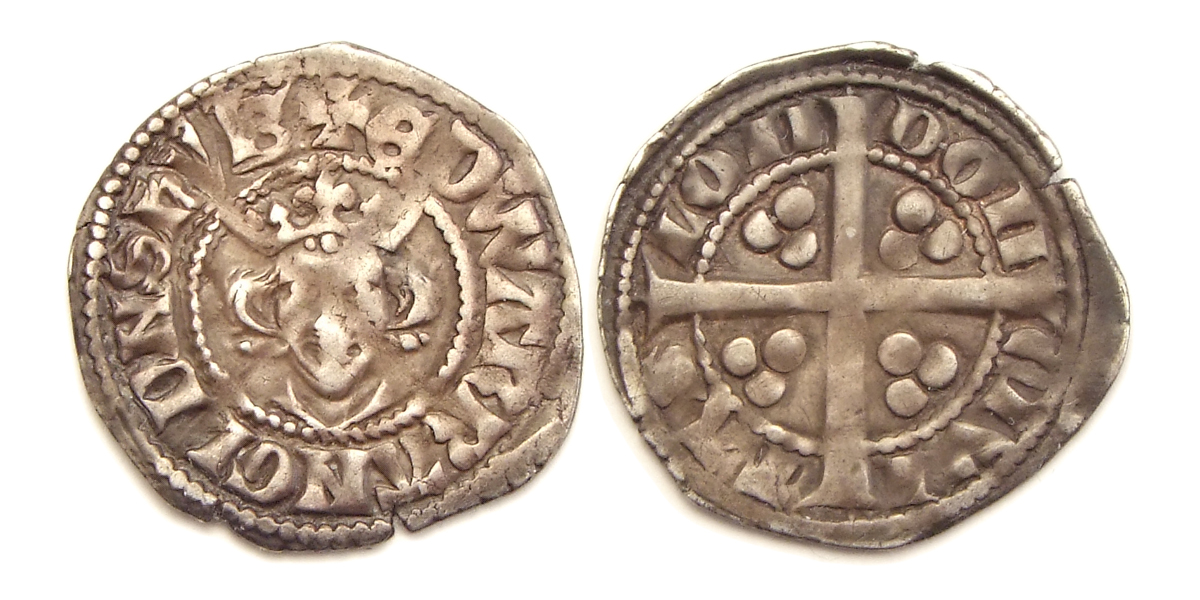
Eduárd hosszúkeresztes pennyje

Megkoronázása után Eduárd egyik első dolgának tekintette, hogy apja katasztrofális uralkodása után helyreállítsa a rendet és a királyi hatalom tekintélyét. A kormányzat élén jelentős változtatásokat eszközölt, kinevezte kancellárrá bizalmasát, Robert Burnellt, lecserélte a legtöbb sheriffet a grófságokban, és általános vizsgálatot indított a királyi hatóságok visszaéléseinek feltárására. Ennek során készültek az ún. hundredtekercsek (a „hundred” közigazgatási alapegység után), amelyeket egyes történészek a Domesday Book után a legátfogóbb angliai összeírásnak tartanak. A vizsgálattal egyúttal összeírták, milyen koronabirtokok és jogosultságok vesztek el III. Henrik uralkodása alatt.
Az 1275-ben és 1285-ben kiadott westminsteri statútumokkal kodifikálták a meglévő angol törvényeket. Az 1278-ban kiadott gloucesteri statútummal megnyirbálta az arisztokrácia hatalmát, és visszahozta azt a rendszert, amelyben a királyi bíráknak jogában állt vizsgálatot folytatni a bárók birtokain. Felülbírálták a privilégiumokat is, amelyeket csak akkor fogadtak el, ha hiteles oklevelekkel tudták igazolni eredetét. Ezek az intézkedések felzúdulást keltettek a főurak körében, akik arra hivatkoztak, hogy az eddigi rendszer hosszas alkalmazása szokásjogot teremtett. 1290-ben végül kompromisszumra jutottak: az Oroszlánszívű Richárd 1189-es koronázása előtti privilégiumokat nem kellett bizonyítani. A felülvizsgálat egyébként nem hozott sok hasznot, csak néhány privilégium szállt vissza a királyra. Ennek ellenére Eduárd jelentős jogi győzelmet aratott: elfogadtatta, hogy minden privilégiumnak a korona a forrása.

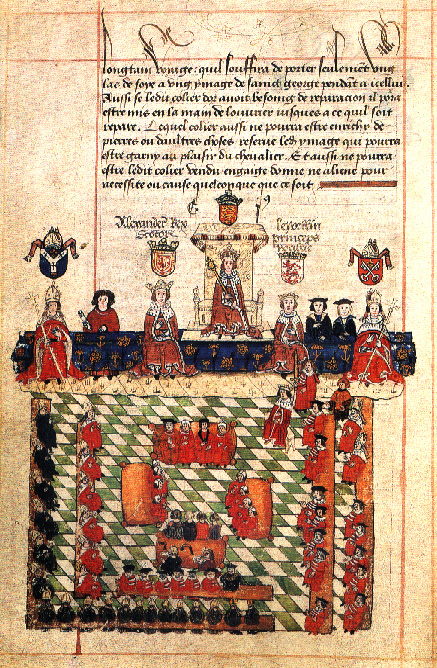
Eduárd elnökli a parlament ülését. Oldalán III. Sándor skót király és Llywelyn ap Gruffudd (hasonló esetre soha nem került sor). 16. századi ábrázolás

### Pénzügyek és a zsidók kiűzése
A király állandó háborúskodása nagy terhet rótt a kincstárra. Eduárdnak több lehetősége is nyílott további források előteremtésére: vámot és adót szedhetett, kölcsönt vehetett fel vagy egyszeri adót róhatott ki. 1275-ben az angol kereskedőkkel való tárgyalások után állandó adót vetettek ki a gyapjúra. 1303-ban a külföldi kereskedőkkel egyezett meg hasonlóképpen, bizonyos privilégiumokért cserébe. A királyi vámokból befolyó jövedelmet az itáliai Luccából származó Riccardi bank kezelte (cserébe a walesi háborút finanszírozó kölcsöneikért). Amikor kitört a háború Franciaországgal, a francia király elkobozta a Riccardi vagyonát, és a bankház csődbe jutott. Ezután a firenzei Frescobaldik hiteleztek az angol koronának.
A korona másik jövedelemforrása a zsidók adóztatása volt, akik közvetlenül a király fennhatósága alá tartoztak, és kedve szerint róhatott ki rájuk terheket. 1280-ra kizsákmányolásuk olyan szintre jutott, hogy több pénzt nem lehetett kipréselni belőlük, a politikai alkukban azonban még felhasználhatóak voltak. Uzsorakamatra kiadott kölcsöneik miatt igen népszerűtlenek voltak. Eduárd 1275-ben kiadott zsidótörvényében megtiltotta az uzsorát, és igyekezett más foglalkozások felé terelni a zsidókat. 1279-ben a király keményen fellépett a pénzérmék illegális körülnyírása ellen: valamennyi zsidó háztartás fejét letartóztatták, és közülük 300-at kivégeztek. A következő évben elrendelte, hogy minden zsidónak prédikációkat kell hallgatnia, ahol a megkeresztelkedésekre buzdították őket, bár ezeknek kevés foganatja volt. 1290-ben aztán valamennyi zsidót száműzte Angliából. A kitiltással Eduárd jelentős egyszeri jövedelemre tett szert a vagyonok elkobzása és a hitelek eltörlése révén; de a parlamenttel is külön adót szavaztatott meg a száműzésre hivatkozva. Hasonló kitiltásokra másutt is sor került, pl. II. Fülöp Ágost francia király személyes birtokairól 1182-ben, IX. Lajos pedig az 1240-es évek végén űzte el őket; I. János bretagne-i herceg pedig 1239-ben cselekedett hasonlóan. Az angol tilalmat csak 1656-ban oldották fel.
Eduárd viszonylag rendszeresen összehívta a parlamentet országlása alatt. 1295-ben fontos újítást vezetett be: a világi és egyházi főurakon kívül a grófságok és kerületek képviselőit is meghívták. Nem csak egyetértési joguk volt, mint korábban, hanem teljes felszólalási jogkörrel (plena potestas) képviselhették közösségüket. A király így nagyobb támogatottsággal vethette ki különadóit. III. Henrik hosszú és polgárháborúktól sújtott uralkodása alatt négyszer élt ezzel a lehetőséggel, míg Eduárd összesen kilencszer.

## Kései évei (1297–1307)

### Belső ellenállás
Az 1290-es évek állandó háborúskodásai nagy anyagi terheket róttak Eduárd alattvalóira. A király 1294-ig háromszor vetett ki különadót, aztán a következő három évben még négyszer, több mint 200 ezer fontot préselve ki belőlük ezáltal. Ehhez adódott még az élelmiszer, a gyapjú és bőráruk rekvirálása és a gyapjúra kivetett népszerűtlen különadó, a maltolt. A túladóztatás egyre fokozódó elégedetlenséget szült. Az ellenállást azonban nem a nemesség vagy a köznép, hanem az egyház kezdte. 1294-ben Eduárd az egyházi személyek teljes évi jövedelmének felét követelte hozzájárulásként. A nem fizetőket a király törvényen kívüliséggel fenyegette meg, így végül a többség odaadta a jövedelmét. Az angliai egyház feje, Robert Winchelsey canterburyi érsek ekkor Itáliában tartózkodott az elhúzódó pápaválasztáson, és amikor 1295 januárjában hazatért, már kész helyzet elé volt állítva. A király novemberben újabb különadót vetett ki az egyházra, azonban Winchelsey a frissen kiadott pápai bullára (a Clericis laicosra) hivatkozott, amely a pápa hozzájárulása nélkül megtiltotta, hogy egyháziak adót fizessenek a világi hatalmaknak. Eduárd megint törvényen kívülre helyezéssel fenyegette meg a papokat. Az érsek végül nem mert maga dönteni a kérdésben, minden pap saját lelkiismeretére bízta, hogy a pápának vagy a királynak engedelmeskedik. Az év végén a pápa új bullát adott ki (Etsi de statu), amely végszükség esetén engedélyezte az adózást.

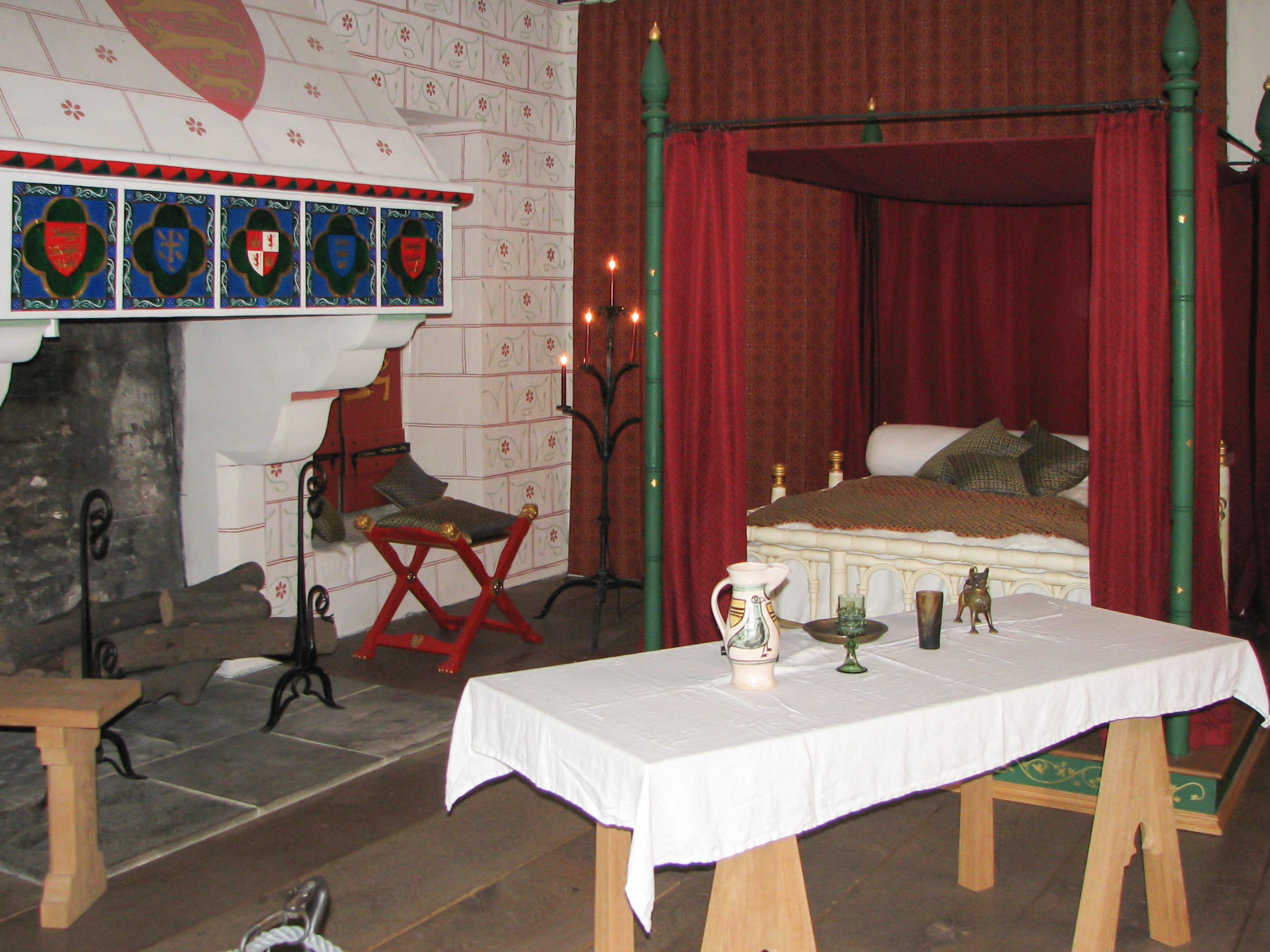
Eduárd hálószobájának rekonstrukciója a londoni Towerban

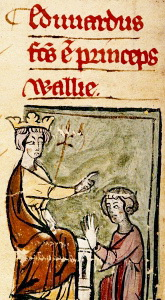
I. Eduárd és a trónörökös, a leendő II. Eduárd

A világi urak ellenállása később bontakozott ki. Az 1294 februárjában Salisburyben tartott parlamenten Roger Bigod norfolki gróf és a király marsallja tiltakozott a külföldi hadakozás ellen. Arra hivatkozott, hogy a vazallusok hadállítási kötelezettsége csak a király kíséretére vonatkozik, vagyis ha Eduárd Normadiába vonul, akkor nem küldheti hűbéreseit Gascogne-ba. A krónika szerint Eduárd a tiltakozásra azt mondta: „Istenemre gróf úr, vagy menni vagy lógni fog”, mire Bigod így válaszolt: „Ugyanarra esküdve, ó király, nem fogok sem menni sem lógni”. Júliusban Bigod és and Humphrey de Bohun herefordi gróf és királyi hadparancsnok (constable) tiltakozó feliratot szerkesztett, amelyben összeírták a főleg a túladóztatásra vonatkozó panaszaikat. Eduárd nem zavartatta magát, újabb különadót vetett ki, nyilván az ellenállás megtörésének céljával, mert csak a főurak egy kis csoportjának beleegyezését követelte, nem a parlament képviselőiét. Míg Eduárd Winchelsea-ben gyűjtötte össze a flandriai expedíció erőit, Bigod és Bohun a kincstárnokhoz fordulva megakadályozta az adó beszedését. A király egy kisebb csapattal így is tengerre szállt, és az ország a polgárháború szélére sodródott. A feszültséget a skótoktól Stirling Bridge-nél elszenvedett megalázó vereség oldotta fel, amely közös feladatban egyesítette a bárókat és a királyt. Eduárd kiadta a Magna Cartát ismét megerősítő oklevelét, valamint a királyi erdők használatát szabályozó új törvényt (Hódító Vilmos óta először ismét engedélyezte az erdők hasznosítását – kivéve a szarvasvadászatot – a szabadok számára), a nemesség pedig csatlakozott skóciai hadjáratához.
A skót hadjárat után ismét jelentkeztek a korábbi gondok, mert Eduárd vonakodott betartani korábbi ígéreteit, különösen a királyi erdőkre vonatkozóakat. Az 1301-es parlament nyomására a király megígérte az erdők felmérését, de 1305-ben szerzett egy pápai bullát, amely felmentette őt a kötelezettsége alól. Közben sikerült kiegyeznie az ellenállás vezetőivel, a gyermektelen Bigod jelentős összegért cserébe őt tette meg örökösének, Bohun pedig még 1298-ban meghalt. V. Kelemen pápa 1305-ös megválasztása után bosszút állt Robert Winchelseyn is: Kelemen gaszkon volt, aki a királyt pártolta, és kérésére elmozdította pozíciójából a canterburyi érseket.

### A skót függetlenségi háború
A skót lázadás 1296-os legyűrése után Eduárd lezártnak tekintette az ügyet, de rövidesen újabb felkelés indult William Wallace vezetésével. 1297. szeptember 11-én a Stirling Bridge-i csatában egy jóval kisebb skót sereg megfutamította John de Warenne surreyi gróf vezette angol erőket. A vereség megdöbbentette az angol közvéleményt, de azonnal megkezdődött egy megtorló hadjárat szervezése. Amint Eduárd hazaért Flandriából, északra indult, és 1298. július 22-én a falkirki csatában szétverte Wallace csapatait. A király azonban nem tudta kihasználni előnyét, és a következő évben a skótok visszafoglalták Stirling várát. 1300-ban és 1301-ben újabb hadjáratokat vezetett Skóciába, és bevette Caerlaverock várát, a skótok azonban most már kerülték a nyílt csatát, és inkább pusztító betöréseket intéztek az angol földekre.
A skótok VIII. Bonifác pápát kérték fel hűbéruruknak, de amikor a pápa 1301-ben levelet írt ez ügyben az angol királynak, határozott elutasításban részesült. 1303-ban Eduárd békét kötött a franciákkal, ezáltal megfosztotta a skótokat a külföldi támogatástól. A skót nemesség lassanként meghódolt Eduárdnak, köztük Robert de Brus unokája, Robert Bruce is. 1304-ben az angolok ismét elfoglalták a stirlingi várat. 1305-ben aztán Sir John de Menteith elárulta Wallace-t, és átadta őt az angoloknak, akik Londonban nyilvánosan kivégezték a felkelők vezérét. Skócia nagy része így déli uralom alá került, és angolok, vagy Eduárdhoz hű skótok kormányozták.
1306-ban a helyzet újabb fordulatot vett. Robert Bruce meggyilkoltatta riválisát, John Comynt, és néhány héttel később, március 25-én megkoronáztatta magát. Bruce fegyvert fogott az ország függetlenségének visszaállítására, és támadása meglepetésként érte az angolokat. Eduárd beteg volt, így maga nem utazhatott északra. Főseregüket a trónörökös vezette, akit Aymer de Valence pembroke-i gróf és Henry de Percy segített. Az angolok kezdetben sikeresen nyomultak előre: június 19-én a methveni csatában Aymer de Valence megfutamította Bruce-t, és visszafoglalták a felkelőktől az elveszített területeket.
Eduard kegyetlenül elbánt Bruce rokonaival és támogatóival. Az újdonsült skót király nővérét, Maryt egy ketrecben kilógatta Roxburgh várának faláról, és négy évig ott tartotta. Isabella MacDuff buchani grófnő, aki a koronázást végezte, hasonló sorsra jutott Berwick várában. Bruce öccsét, Neilt kizsigereléssel és felnégyeléssel végeztette ki. Brutális eljárásával azonban éppen ellenkező hatást ért el a vártnál, a skótok egyre inkább Bruce pártjára álltak.

## Halála

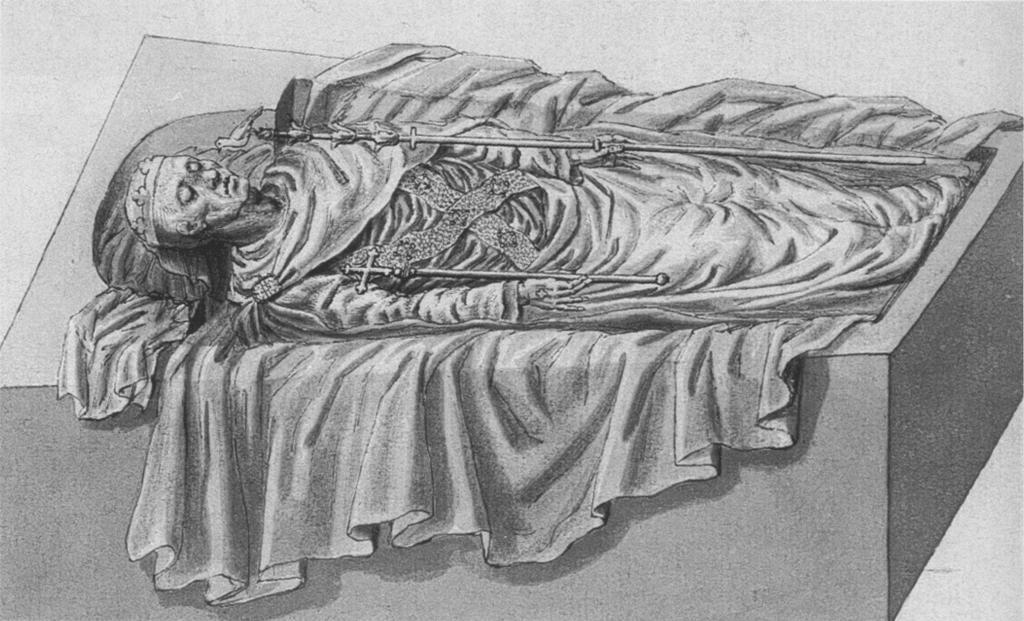
1774-es rajz I. Eduárd felnyitott sírjáról

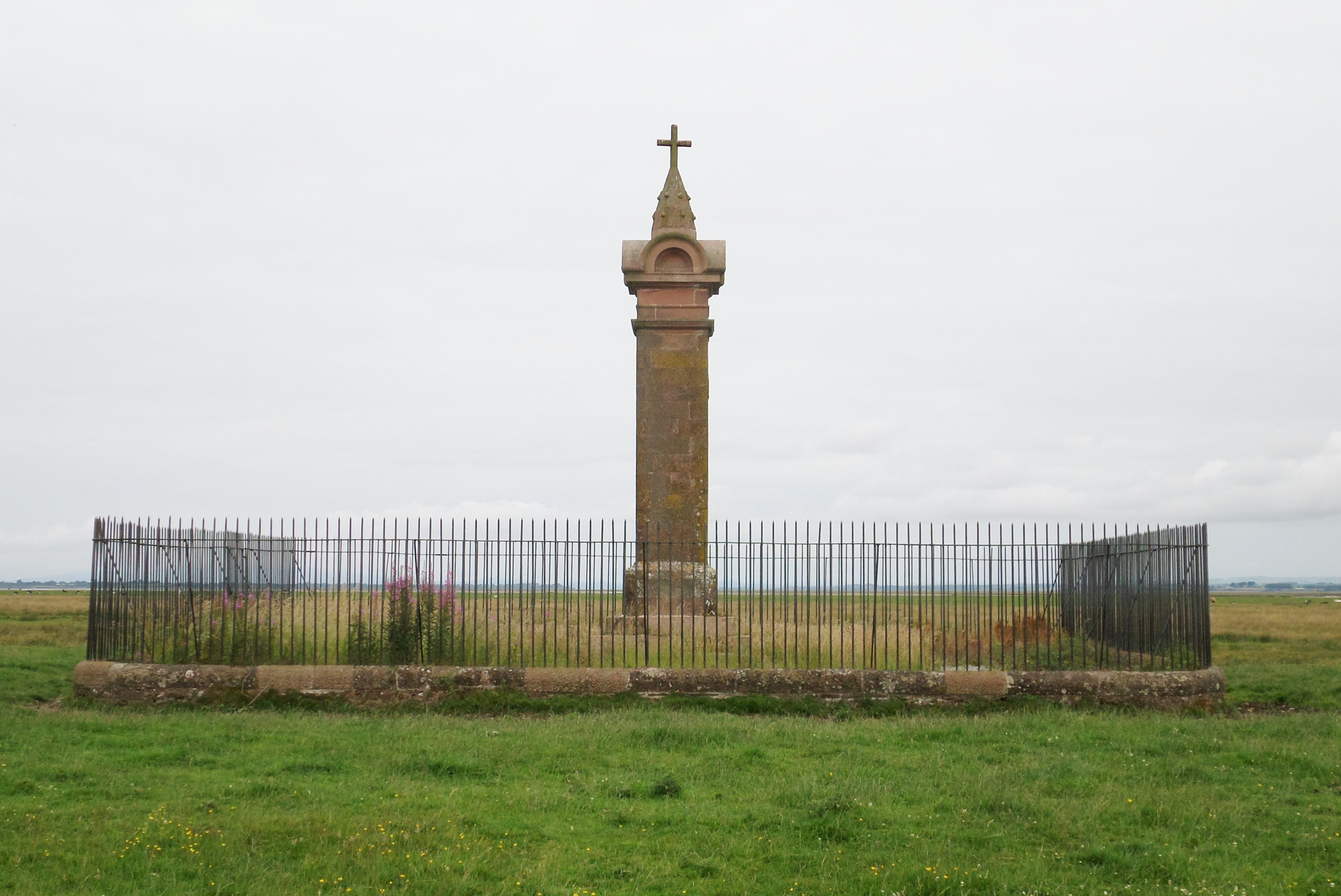
19. századi emlékmű Eduárd halálának színhelyén

1307 februárjában a bujkáló Bruce ismét előkerült, és csapatokat gyűjtött. Májusban a Loudon Hill-i csatában legyőzte Aymer de Valence-t. A valamennyire javuló állapotú Eduárd maga indult északra, az úton azonban vérhast kapott. Július 6-án a skót határtól délre Burgh by Sandsnél letáborozott. Másnap reggel szolgái felemelték, hogy megetessék, de a karjaikban meghalt.
Különböző történetek keringenek Eduárd utolsó kívánságáról. Az egyik hagyomány szerint azt kérte, hogy szívét egy hadsereg vigye el a Szentföldre, és harcoljanak a pogányok ellen. Egy kétesebb történet szerint az volt a kívánsága, hogy csontjait mindig vigyék el a skótok elleni hadjáratokra. A leghihetőbb változat szerint maga köré gyűjtötte Henry de Lacy, Guy de Beauchamp, Aymer de Valence és Robert de Clifford grófokat és bárókat, és megbízta őket, hogy segítsék a fiát, Eduárdot; különösen pedig akadályozzák meg, hogy kegyence, Piers Gaveston visszatérjen az országba. Ez a kívánsága nem teljesült, Gaveston a király halála után szinte azonnal hazatért. Az új uralkodó, II. Eduárd augusztusig Skóciában maradt, majd félbehagyta a hadjáratot, és visszavonult délre. 1308. február 25-én megkoronázták.
I. Eduárd testét is délre vitték, a walthami apátságban ravatalozták fel, majd október 27-én temették el a westminsteri apátságban. A temetés menetéről alig vannak információink, de azt tudjuk, hogy 473 fontba került. Edward szarkofágja purbecki márványból készült szokatlanul egyszerű stílusban, még a megszokott faragott képmás is hiányzik róla; feltehetően üres volt a kincstár a skót háború miatt. A Londoni Régészek Társasága 1774-ben felnyittatta a koporsót, és megállapította, hogy a király teste jól megőrződött az eltelt 467 év alatt, és megmérték Eduárd magasságát is. A koporsó oldalán latin felirat maradványai láthatóak: Edwardus Primus Scottorum Malleus hic est, 1308. Pactum Serva („Itt fekszik I. Eduárd, a skótok pörölye, 1308. Tartsd meg az eskütǃ”). Utóbbi kifejezés arra utal, hogy a király megesküdött, hogy megbosszulja Robert Bruce árulását. Ennek alapján I. Eduárdnak a történészek a „Skótok pörölye” melléknevet adták, amelyet először csak a 16. században használt John Feckenham.

## Családja

### Első házassága
Első feleségétől, Kasztíliai Eleonórától legalább tizennégy, de lehet, hogy tizenhat gyermeke született. Közülük öt lány érte meg a felnőttkort, fiai közül viszont csak egy, II. Eduárd élte túl apját. A király sokat aggódott, hogy fia nem lesz képes megfelelően vezetni az országot és kegyencét, Piers Gavestont száműzte Angliából. Első házasságából származó fiai:
- János (1266. július 13. – 1271. augusztus 3.);
- Henrik (1268. május 6. – 1274. október 14.);
- Alfonz (1273. november 24. – 1284. augusztus 19.);
- ismeretlen nevű fiú (1280/81 – 1280/81) létére csak kevés bizonyíték utal;
- Eduárd (1284. április 25. – 1327. szeptember 21.) Anglia királya. Franciaországi Izabellát vette feleségül, akitől négy gyereke született.

Első házasságából született lányai:
- ismeretlen nevű lány (1255. május – 1255. május 29.) koraszülött, hamarosan meghalt;
- Katalin (1264. június 17. előtt – 1264. szeptember 5.);
- Johanna (1265 – 1265. szeptember 7.);
- Eleonóra (1268. június 18. – 1298. augusztus 19.) feleségül ment III. Henrikhez, Bar grófjához, két gyerekük született;
- Julianna (1271. május után – 1271. szeptember 5.) a szentföldi Akkóban született, ott is halt meg;
- Akkói Johanna (1272 – 1307. április 23.) feleségül ment Gilbert de Clare hertfordi grófhoz (négy gyermek), majd megözvegyülése után Ralph de Monthermer báróhoz (három vagy négy gyermek);
- Margit (1275. március 15. – 1333. március 11. után) feleségül ment II. János brabanti herceghez, egy fiuk született;
- Berengária (1276. május – 1277/1278);
- ismeretlen nevű lány (1277. december – 1278. január);
- Mária (1279. március 11/12. – 1332. május 29.) Amesbury kolostorának apátnője;
- Erzsébet (1282. augusztus 7. – 1316. május 5.) feleségül ment I. János hollandi grófhoz (gyerekük nem született), majd annak halála után Humphrey de Bohun herefordi grófhoz (tíz gyermek).

### Második házassága
Franciaországi Margittól Eduárdnak két fia (mindkettő megérte a felnőttkort) és egy, gyermekként meghalt lánya született:
- Tamás (1300. június 1. – 1338. augusztus 4.), Norfolk grófja;
- Edmund (1301. augusztus 1. – 1330. március 19.), Kent grófja;
- Eleonóra (1306. május 6. – 1310).

## Fordítás
- Ez a szócikk részben vagy egészben  az   Edward I of England című angol Wikipédia-szócikk ezen változatának fordításán alapul.  Az eredeti cikk szerkesztőit annak laptörténete sorolja fel. Ez a jelzés csupán a megfogalmazás eredetét és a szerzői jogokat jelzi, nem szolgál a cikkben szereplő információk forrásmegjelöléseként.